# Anatra DS
L'Anatra DS, citato anche come Anasal (in cirillico Анатра Анасаль), fu un aereo da ricognizione monomotore, biposto e biplano, sviluppato dall'azienda russo imperiale Anatra negli anni dieci del XX secolo.
Sviluppo del precedente Anatra D, dal quale si distingueva principalmente per l'adozione di un motore dalla maggior potenza disponibile, inusuale esempio di motore radiale raffreddato a liquido, venne adottato dalla Imperatorskij voenno-vozdušnyj flot, la componente aerea del Russkaja imperatorskaja armija (esercito imperiale russo), durante le fasi finali della prima guerra mondiale rimanendo in servizio, dopo il termine del conflitto, fino alla Guerra civile russa e in alcune nazioni straniere.

## Storia del progetto
Con lo scoppio della Prima guerra mondiale ed il coinvolgimento dell'arma aerea nelle operazioni belliche, la necessità delle forze armate dell'Impero russo di disporre di un'adeguata flotta favorì la fondazione, su iniziativa dell'imprenditore Artur Antonovič Anatra (Артур Антонович Анатра) di una delle prime aziende aeronautiche nel territorio zarista, l'Anatra con sede ad Odessa.
Dopo aver sviluppato, nel 1916, un primo modello adatto alla ricognizione aerea, appena si rese disponibile un'unità motrice dalla potenza superiore venne avviato un programma per adattare il precedente Anatra D al nuovo propulsore. Il progetto venne sviluppato dal francese Elysée Alfred Descamps che ripropose l'impostazione del precedente modello e dei pari ruolo sviluppati nel periodo, monomotore biposto in tandem con velatura biplana e carrello fisso. La differenza principale rispetto al modello precedente era la sostituzione del motore rotativo a pistoni Gnome Monosoupape da 100 hp (74 kW) con il più potente Salmson 9U, un radiale inusualmente raffreddato a liquido in grado di erogare 150 hp (112 kW), che caratterizzava il nuovo modello per la presenza di un radiatore posizionato sul bordo di attacco al centro dell'ala superiore. Questo motore venne in seguito prodotto in Russia su licenza.
La zona anteriore della fusoliera era simile a quella del suo predecessore, dotata di un cofano motore che non lo racchiudeva integralmente, aperto verso il basso e dotato di caratteristici fori. L'aereo era anche leggermente più grande e più pesantemente armato, aggiungendo alla mitragliatrice brandeggiabile posteriore a disposizione dell'osservatore-mitragliere una seconda, fissa posizionata in caccia, azionabile dal pilota ed abbinata ad un dispositivo di sincronizzazione che permetteva di sparare senza conseguenze attraverso il disco dell'elica.
Il prototipo, denominato Anasal (abbreviazione di Anatra Salmson), venne portato in volo per la prima volta il 7 agosto 1916 (25 luglio del calendario giuliano).

## Impiego operativo
I primi ordini arrivarono solo nel 1917 così che allo scoppio della Rivoluzione d'ottobre, in realtà iniziata nel novembre di quello stesso anno secondo il calendario gregoriano, erano stati completati un numero di esemplari compreso tra le 60 e le 70 unità mentre molti erano quelli ancora in fase di assemblaggio. A causa di un non eccessivo rigore nell'esecuzione i singoli aerei differivano tra loro in molti dettagli.
Nel marzo 1918, in conformità con quanto sottoscritto dal trattato di Brest-Litovsk, Odessa fu occupata dalle Forze armate dell'Impero austro-ungarico ed il successivo maggio il governo austriaco emise un ordine per 200 Anasal, in base al sistema di designazione adottato identificato come Anatra C.I, destinato alla formazione dei nuovi piloti ed all'osservazione. L'ordine riuscì ad essere evaso solo parzialmente con 114 unità ricevute dal k.u.k. Luftfahrtruppen fino al settembre 1918, delle quali circa la metà effettivamente consegnate ai reparti di addestramento prima del termine del conflitto. Nell'ottobre 1918 il resto l'ordine venne annullato.
Conclusa la prima guerra mondiale il principale utilizzatore del modello fu la neoistituita Cecoslovacchia, con 23 aeromobili di origine austriaca, usati inizialmente in ambito militare e successivamente nel settore dell'aviazione civile. Di questi un esemplare è riuscito a scampare alla distruzione ed è attualmente esposto a Praga, nelle strutture museali del Letecké Muzeum Kbely.
Otto Anasal vennero inoltre utilizzati dalle forze rivoluzionarie che avrebbero dato origine alla Repubblica Democratica di Ungheria: non è noto se entrarono in servizio con la neofondata Vörös Légjárócsapat.
Altri otto esemplari vennero acquisiti, nel marzo 1919, dalla 4. Dywizja Strzelców Polskich (quarta divisione fucilieri dell'esercito polacco) stanziata ad Odessa, combattendo nella Guerra civile russa come parte dell'Armata Bianca, ma solo quattro di essi vennero assemblati ed utilizzati fino ad aprile.
Un altro Anasal venne catturato ed utilizzato dalla polacca Siły Powietrzne durante la Guerra sovietico-polacca tra il 1919 ed il 1920.
Dal DS venne sviluppato un modello più avanzato, l'Anatra DSS, equipaggiato con un motore Salmson da 160 CV, realizzato però in un numero limitato di esemplari.

## Utilizzatori
Austria-Ungheria
- k.u.k. Luftfahrtruppen

 Cecoslovacchia
- Češkoslovenske Letectvo (periodo postbellico)

 Impero russo
- Imperatorskij voenno-vozdušnyj flot
- Armata Bianca russa
- Cosacchi del Kuban'

 Polonia
- Siły Powietrzne (periodo postbellico)

 Ungheria
- Forze rivoluzionarie (periodo postbellico)

 RSFS Russa
- Raboče-Krest'janskij Krasnyj vozdušnyj flot

 Unione Sovietica
- Voenno-vozdušnye sily (periodo postbellico)